# Musée national (Oslo)
Pour les articles homonymes, voir Musée national.
Le Musée national – en forme longue Musée national de l'Art, de l'Architecture et du Design (en norvégien : Nasjonalmuseet for kunst, arkitektur og design) – est un musée fondé en 2003 et établi à Oslo, en Norvège.
Il est issu de la fusion de cinq institutions : la Galerie nationale d'Oslo, fondée en 1836, le musée d’Arts décoratifs et de Design, en 1876, le Riksutstillinger (1953), le musée national d’Architecture (1975) et le musée d’Art contemporain (1988).
Un nouveau bâtiment a ouvert ses portes le 11 juin 2022. Le bâtiment a été conçu par Kleihues + Schuwerk Gesellschaft von Architekten tout en schiste gris et verre marbré.
Il est édifié près du site de l'ancienne gare ferroviaire d'Oslo-Ouest, donnant sur le quai d’Aker Brygge, zone portuaire  touristique d’Oslo et proche du Centre Nobel de la paix.
Le musée comprend plus de 90 pièces sur trois étages. Les collections permanentes occupent le premier et deuxième étage. Au troisième étage un grand espace de 2 400 m2, la Salle lumineuse, accueille des expositions temporaires.

## Œuvres
Le rez-de-chaussée est consacré aux collections d’arts décoratifs qui sont présentées de manière à la fois chronologique et thématique.
À l’étage, le parcours des collections s’étend de la peinture du XVIe siècle à nos jours.
L'ordre est chronologique et certaines pièces sont dédiées à des artistes (Edvard Munch, Harriet Backer…).
Deux salles du musée sont consacrées à l'enfant prodige du pays, Edvard Munch. L’œuvre la plus connue exposée est Le Cri (Skrik, 1893). On y trouve une  vingtaine de ses toiles comme La Madone, Jeunes filles sur un pont, L’Enfant malade, Puberté, La Mort dans la chambre de la malade, La Danse de la vie, Nuit à Saint-Cloud, Rue Lafayette.

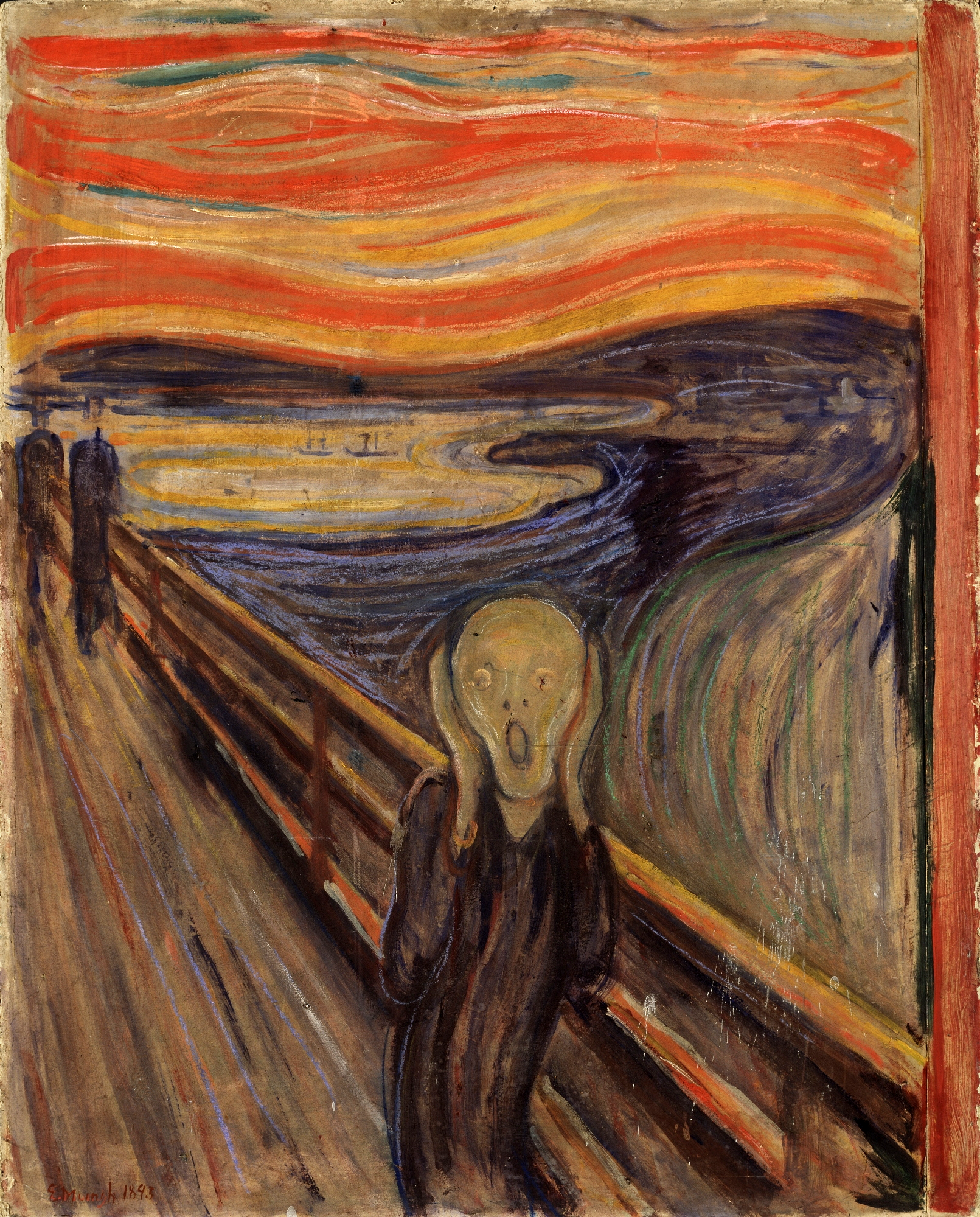
Edvard Munch : Le Cri.
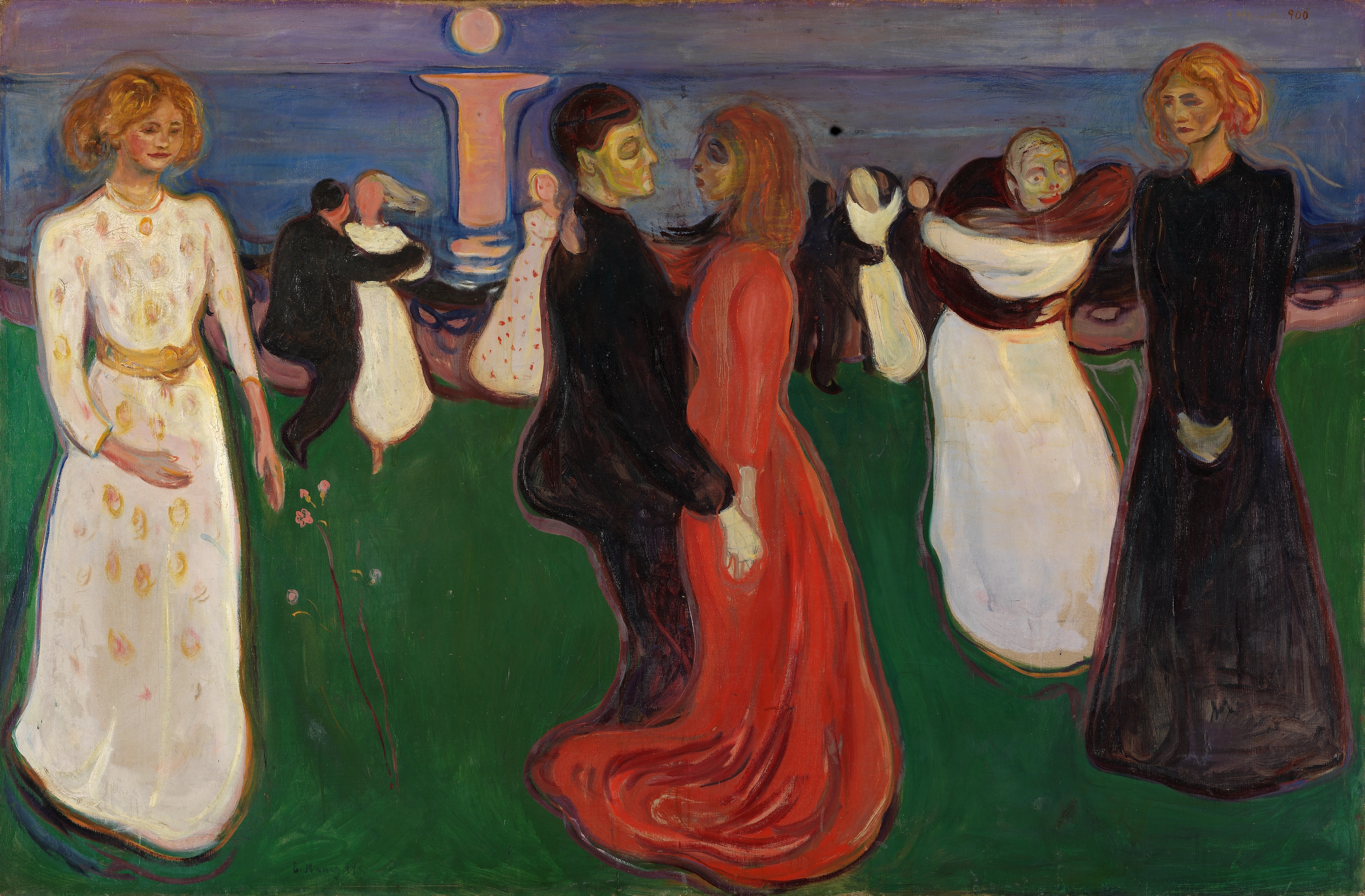
Edvard Munch : La Danse de la vie.

La collection est riche de nombreuses peintures norvégiennes de Johan Christian Dahl, Adolph Tidemand, Hans Gude, Christian Krohg, etc.
Une salle regroupe des peintures françaises de Cézanne, Gauguin, Berthe Morisot, Monet, Degas, Manet… ainsi qu'un autoportrait de Van Gogh.
Le musée accueille aussi des expositions temporaires sur l'histoire de l'art norvégien ou l'art contemporain.

## Galerie

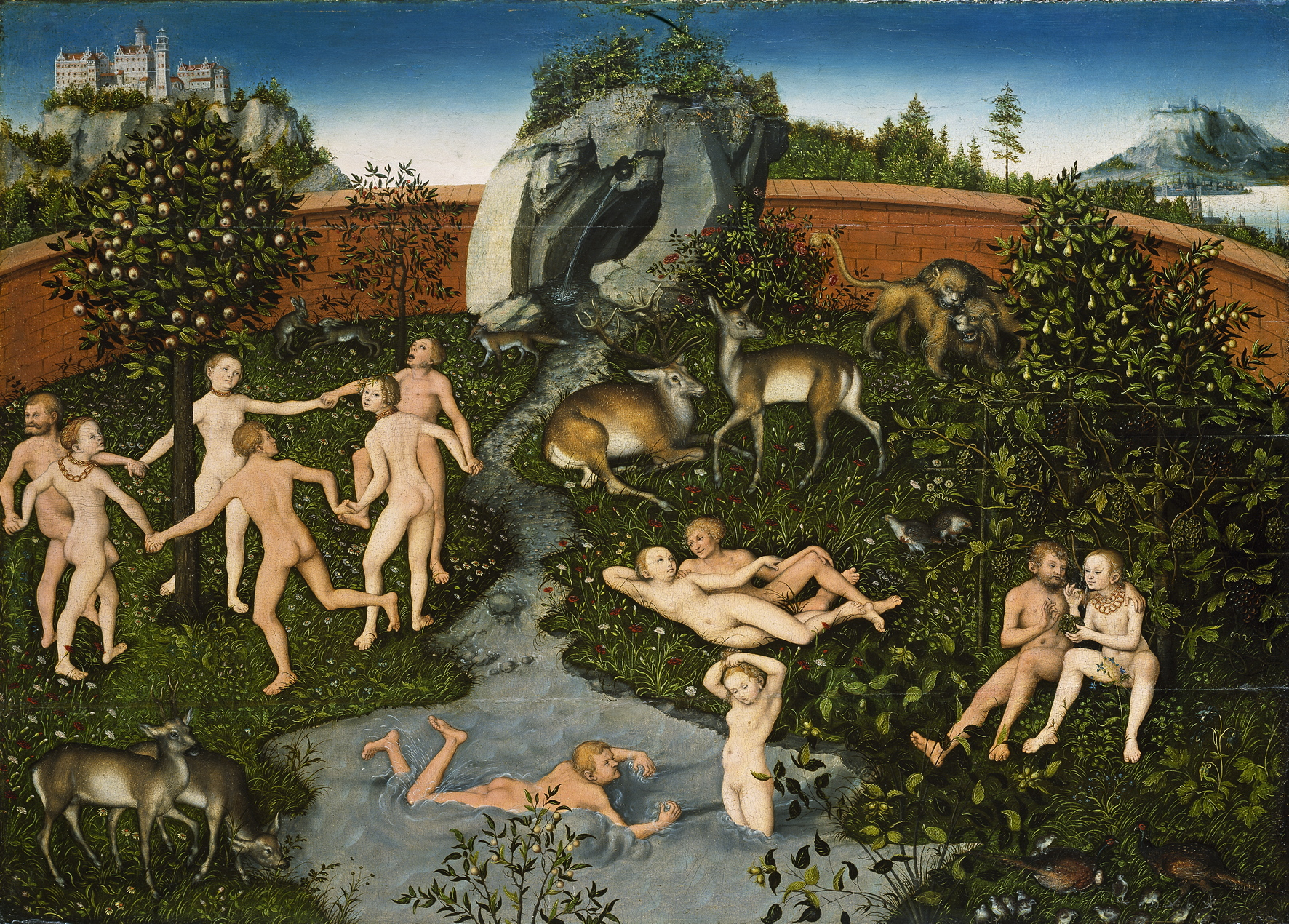
Lucas Cranach l'Ancien : L'Âge d'Or.
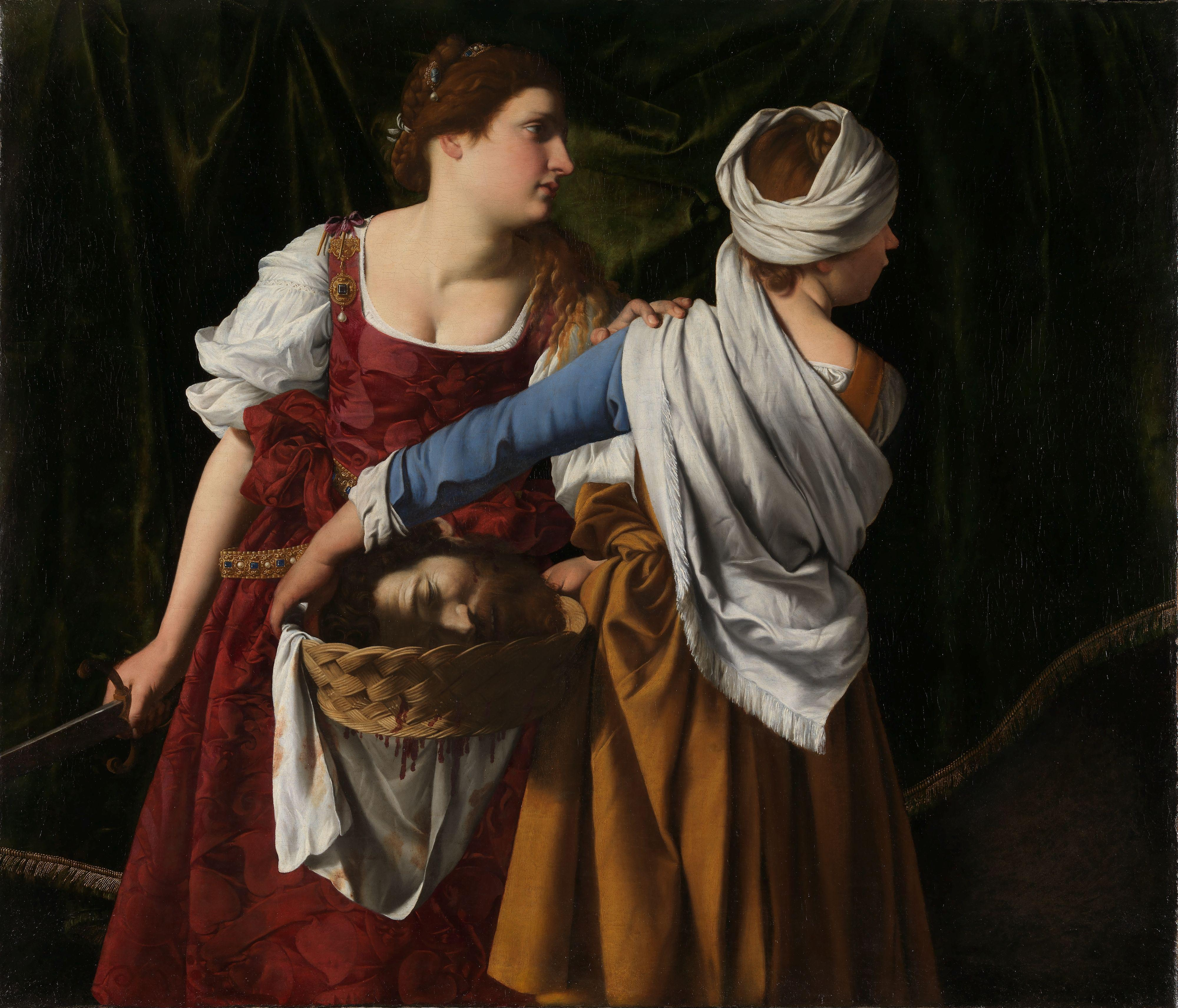
Orazio et Artemisia Gentileschi (?) : Judith et sa servante avec la tête d'Holopherne.
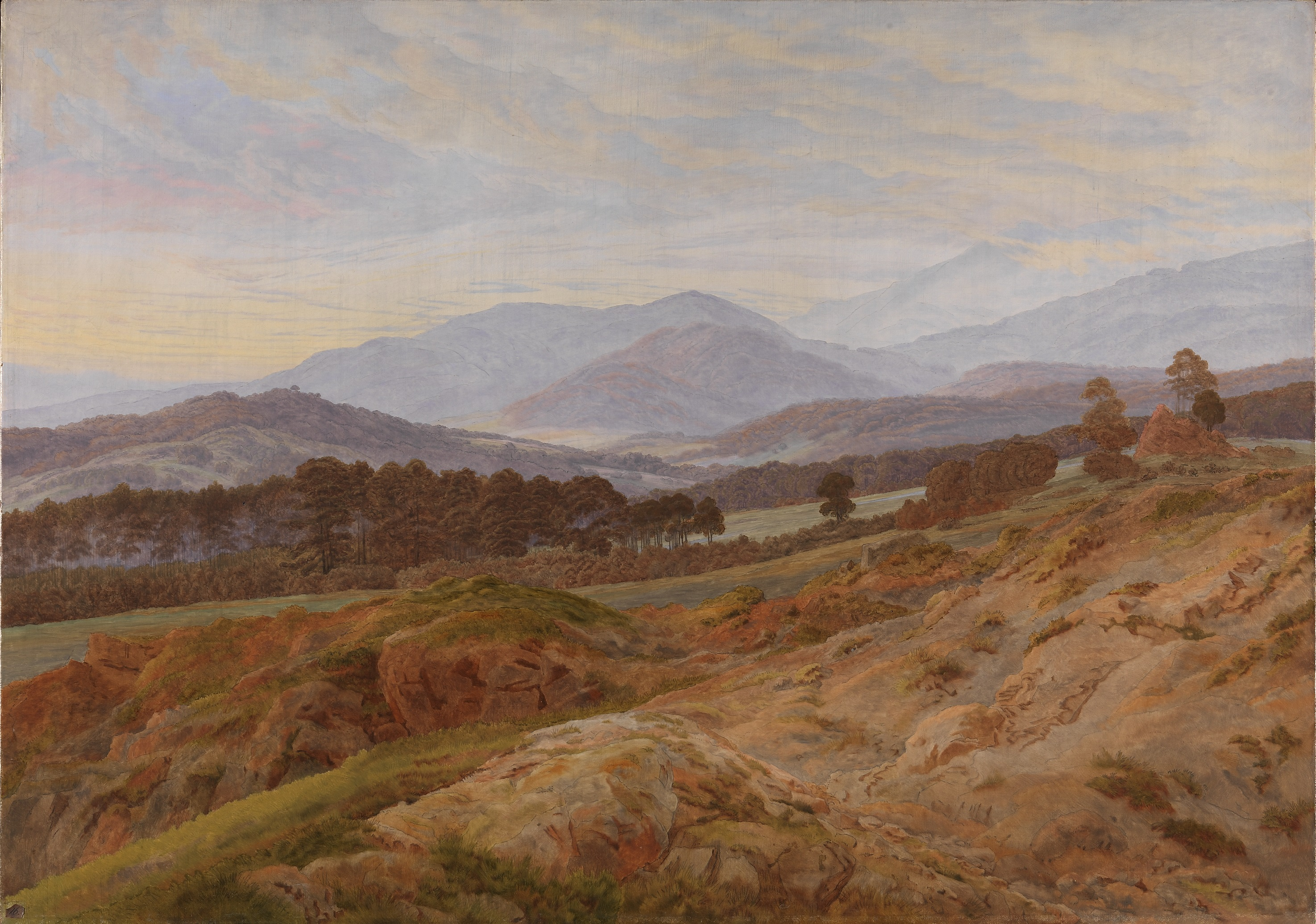
Caspar Friedrich : Les Monts des Géants.
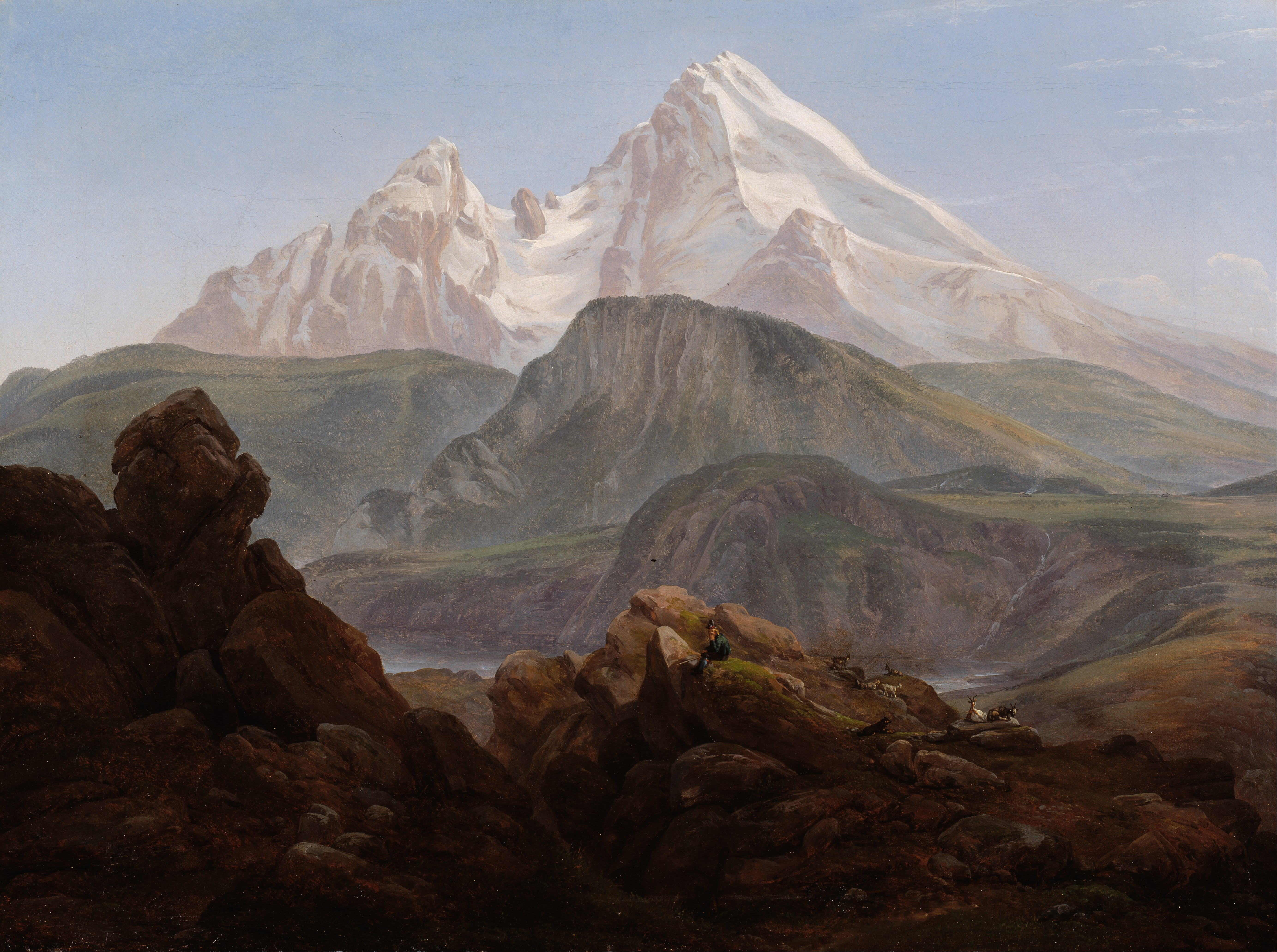
Johan Christian Dahl : Le Waltzmann.
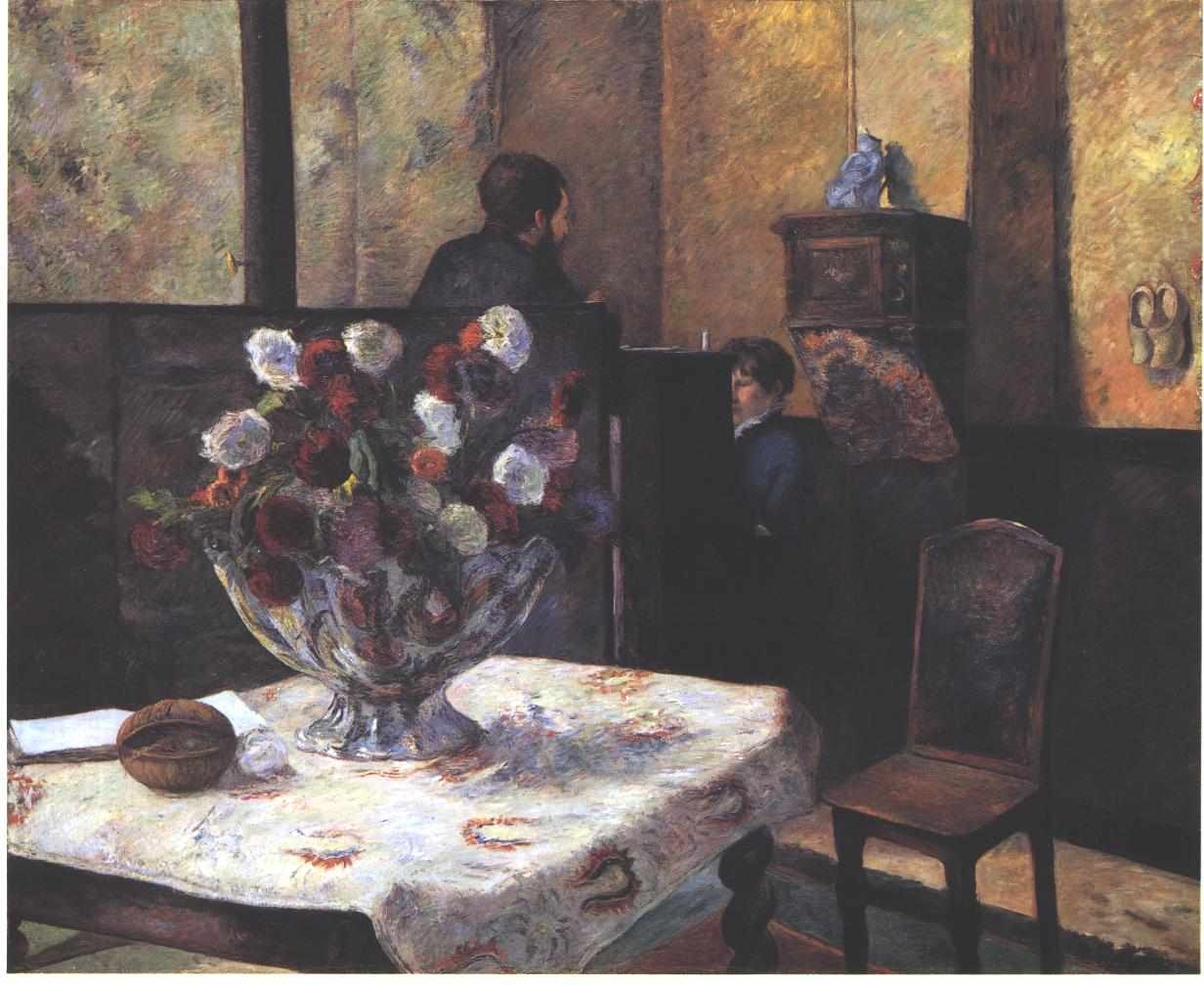
Paul Gauguin : Intérieur du peintre.
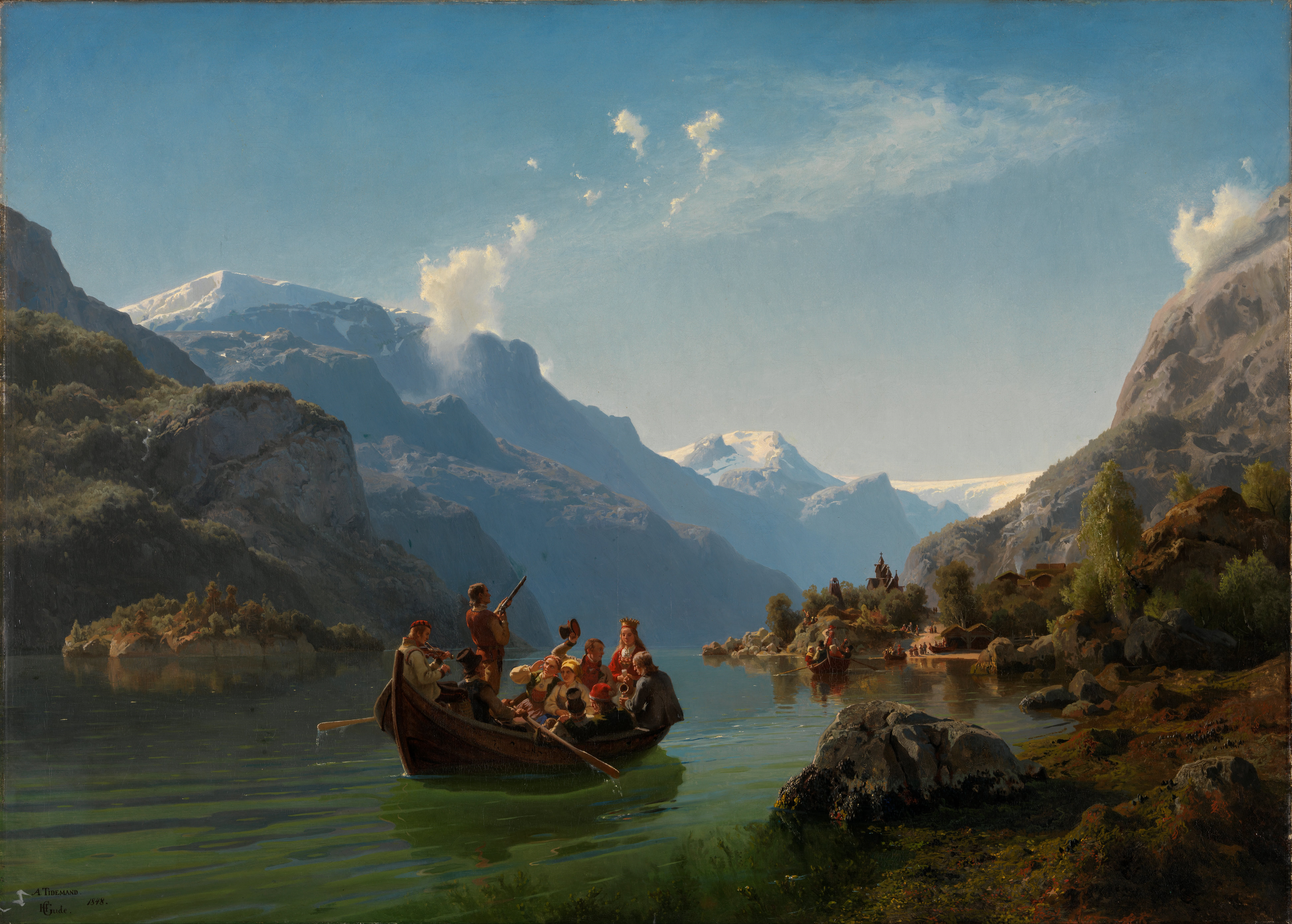
Hans Gude : Procession nuptiale sur le Hardangerfjord.
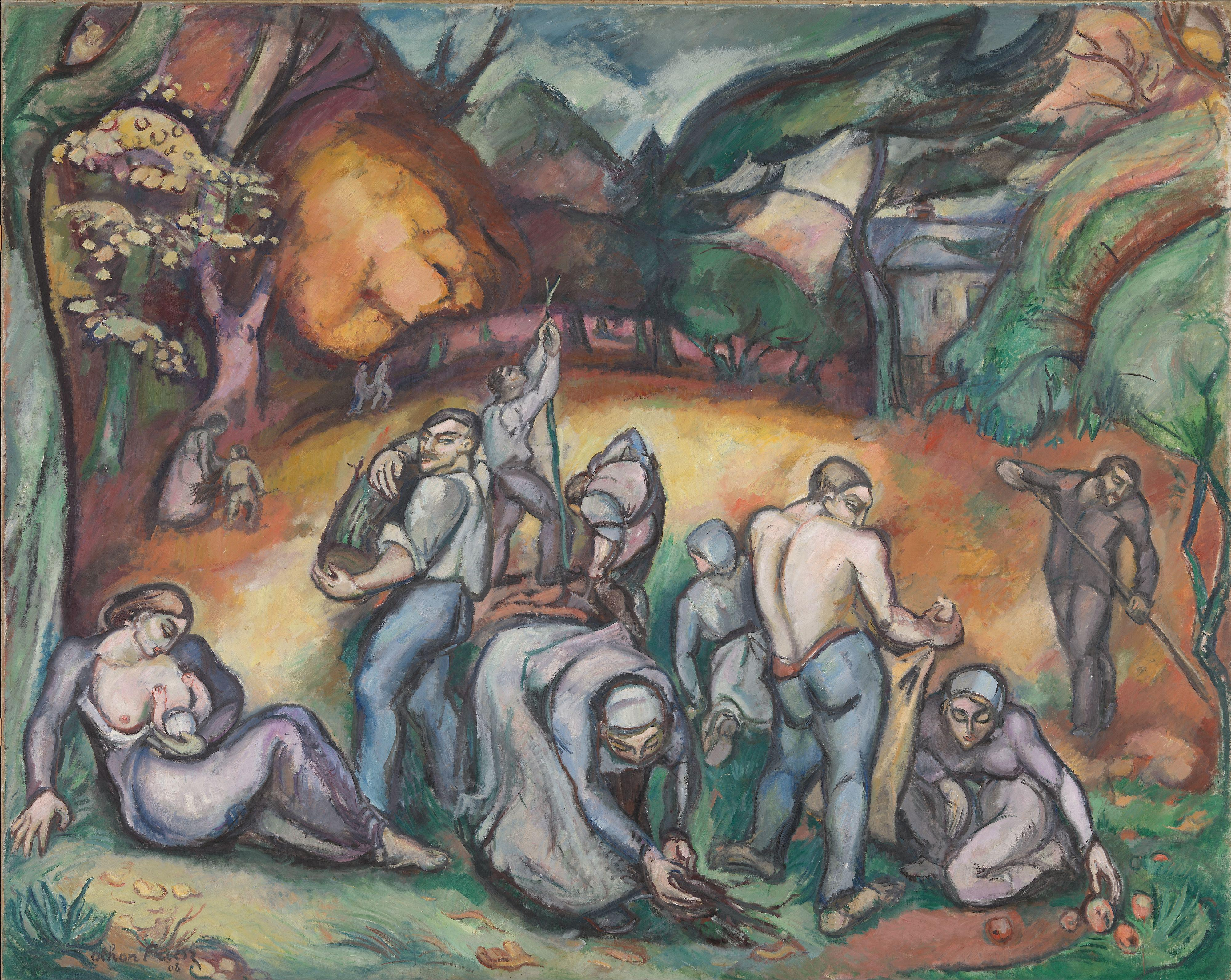
Othon Friesz : Le Travail à l'automne.

## Implantations
Le musée compte quatre lieux d'exposition : la Galerie nationale (provisoirement fermée), le musée d'Art contemporain, le musée national d'Architecture et le musée du Design et des Arts décoratifs.
Le musée participe à un programme d’expositions itinérantes en Norvège et à l'étranger.

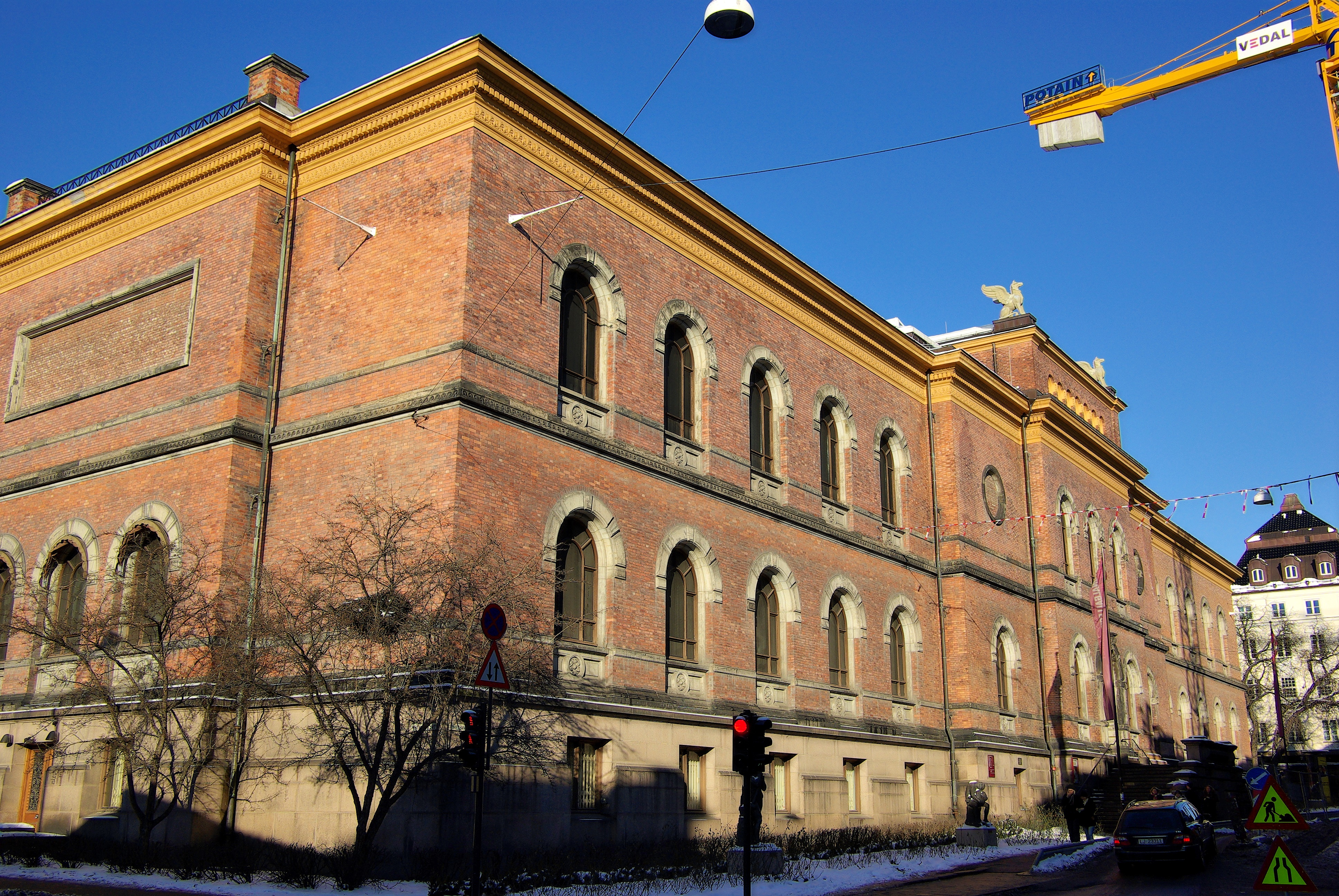
Galerie nationale.
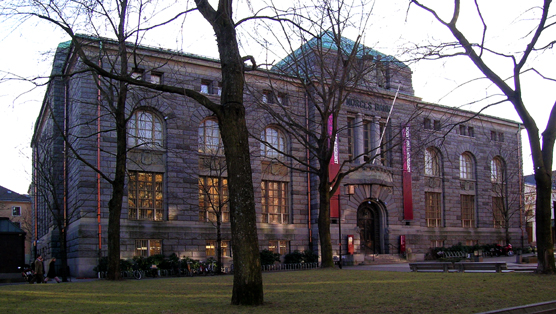
Musée d'Art contemporain, Bankplassen, Oslo.
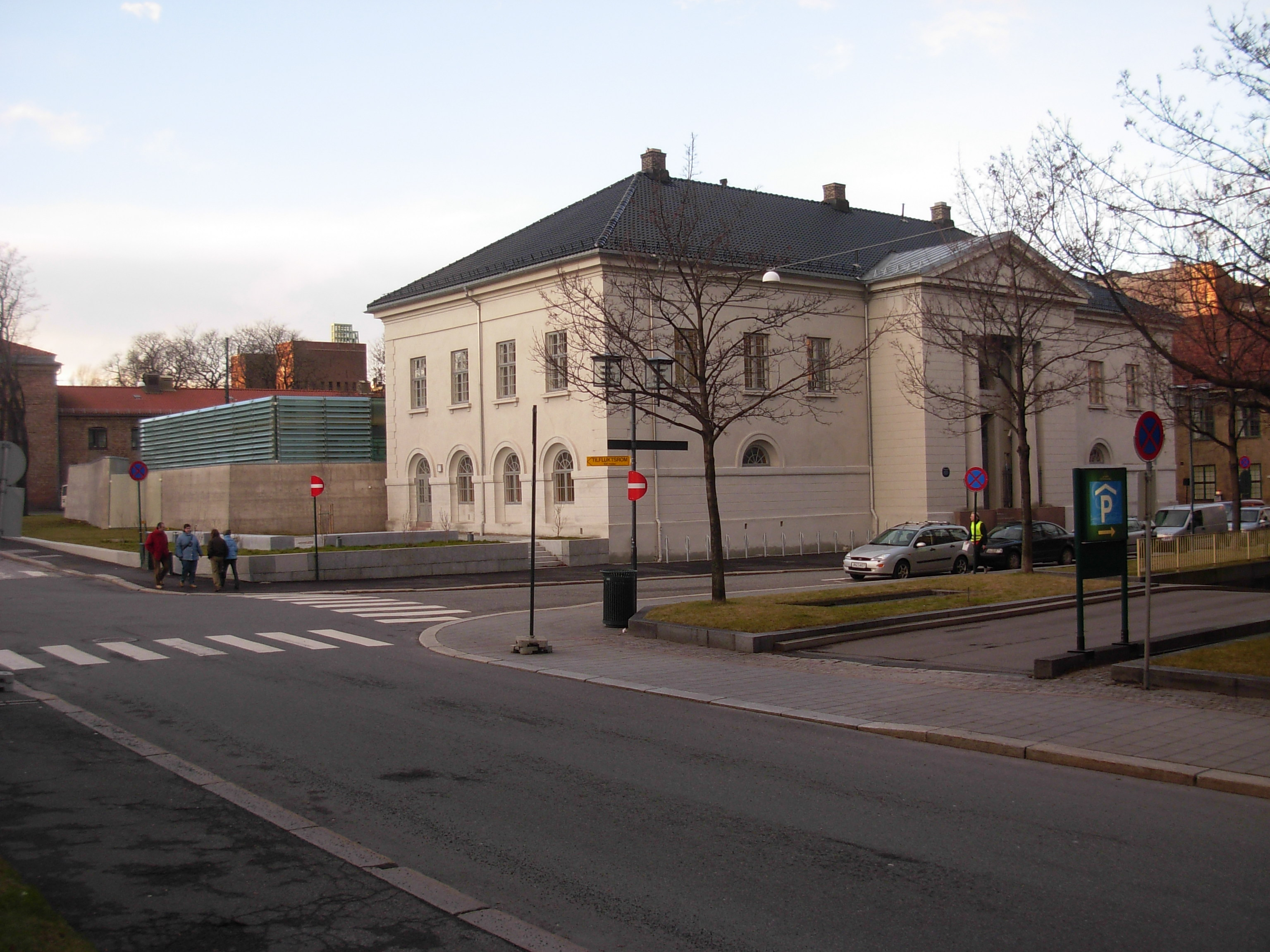
Musée national d'Architecture.
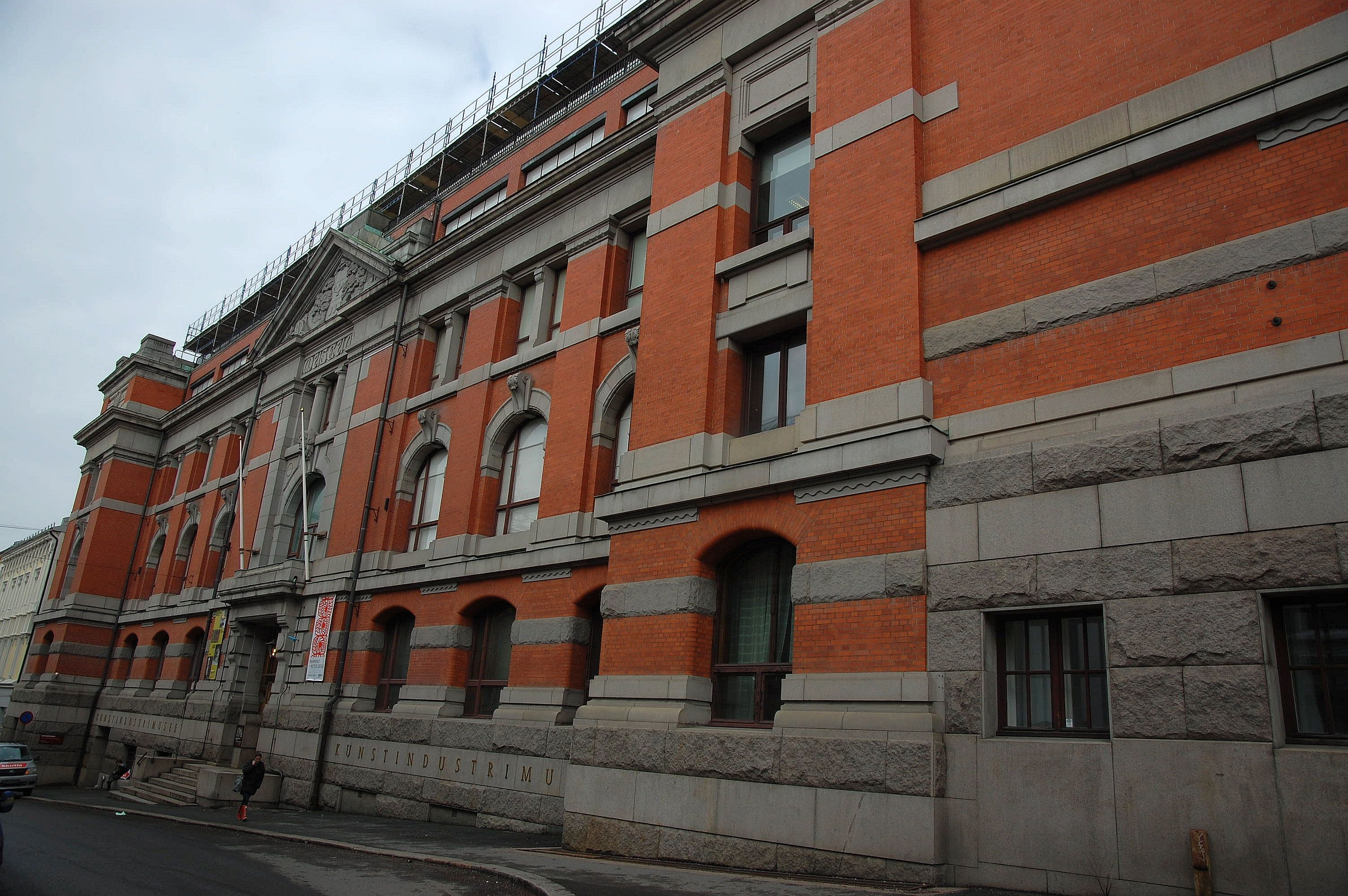
Musée des Arts décoratifs.

## Polémique
En 2023, le Musée national est la cible de critiques pour avoir remisé une œuvre typique du courant romantique prédominant à la fin du XIXe siècle représentant le découvreur européen de l’Amérique du Nord. Il s’agit de l’un des tableaux les plus connus de Christian Krohg Leif Erikson découvre l’Amérique. Une décision correspondant selon la direction du Musée à une volonté de « s’adapter au monde actuel ».